# Veclov (Staré Město pod Landštejnem)
Veclov (německy Wetzlers) je malá vesnice, část městyse Staré Město pod Landštejnem v okrese Jindřichův Hradec v Jihočeském kraji. Nachází se asi tři kilometry jihozápadně od Starého Města pod Landštejnem. Je zde evidováno 17 adres. V roce 2011 zde trvale žilo devět obyvatel.
Veclov je také název katastrálního území o rozloze 2,28 km². Veclov leží i v katastrálním území Rajchéřov o rozloze 4,68 km², Romava o rozloze 4,41 km² a Staré Hutě u Veclova o rozloze 7,05 km².

## Historie
První písemná zmínka o vesnici pochází z roku 1487. V roce 1921 zde stálo 22 domů a žilo zde 106 obyvatel, z toho 101 obyvatel bylo německé národnosti.

## Obyvatelstvo
| Rok            | 1869  | 1880  | 1890  | 1900  | 1910 | 1921 | 1930 | 1950 | 1961 | 1970 | 1980 | 1991 | 2001 | 2011 | 2021 |
| -------------- | ----- | ----- | ----- | ----- | ---- | ---- | ---- | ---- | ---- | ---- | ---- | ---- | ---- | ---- | ---- |
| Počet obyvatel | 1 103 | 1 124 | 1 084 | 1 066 | 981  | 874  | 753  | 139  | 61   | 40   | 24   | 12   | 10   | 9    | 9    |
| Počet domů     | 169   | 176   | 180   | 182   | 181  | 172  | 177  | 48   | 28   | 13   | 7    | 11   | 17   | 17   | 16   |

## Obecní správa
Při sčítání lidu v letech 1850–1949 Veclov byl osadou obce Návary v okrese Jindřichův Hradec. V letech 1950–1971 byl samostatnou obcí, se kterým patřil nejprve do okresu Dačice, ale od roku 1960 opět v okrese Jindřichův Hradec. Od 26. listopadu 1971 je částí městyse Staré Město pod Landštejnem v okrese Jindřichův Hradec, kdy se konaly obecní volby. V letech 1950–1971 k obci patřily Návary.

## Další fotografie

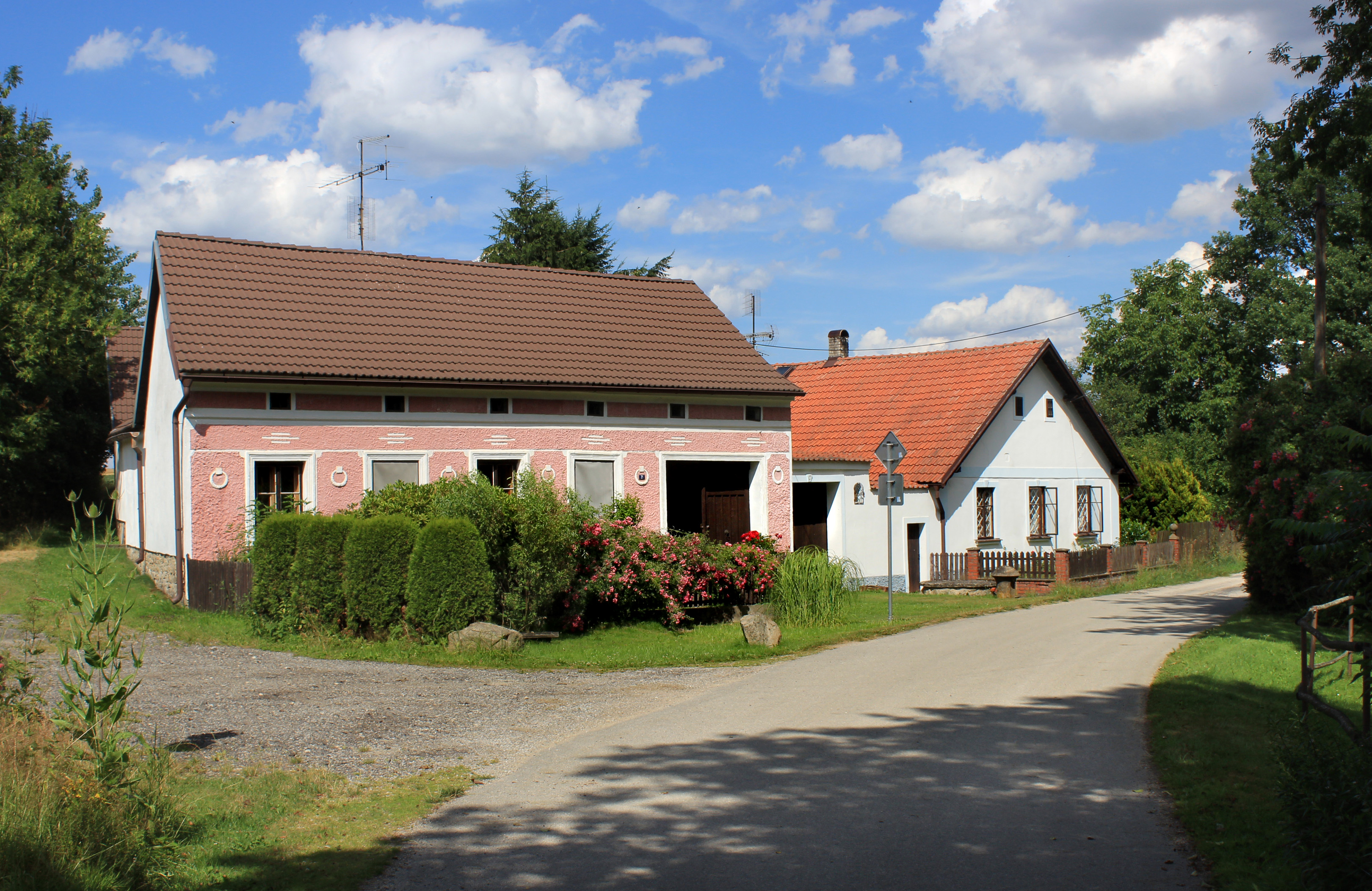
Domky ve východní části vsi
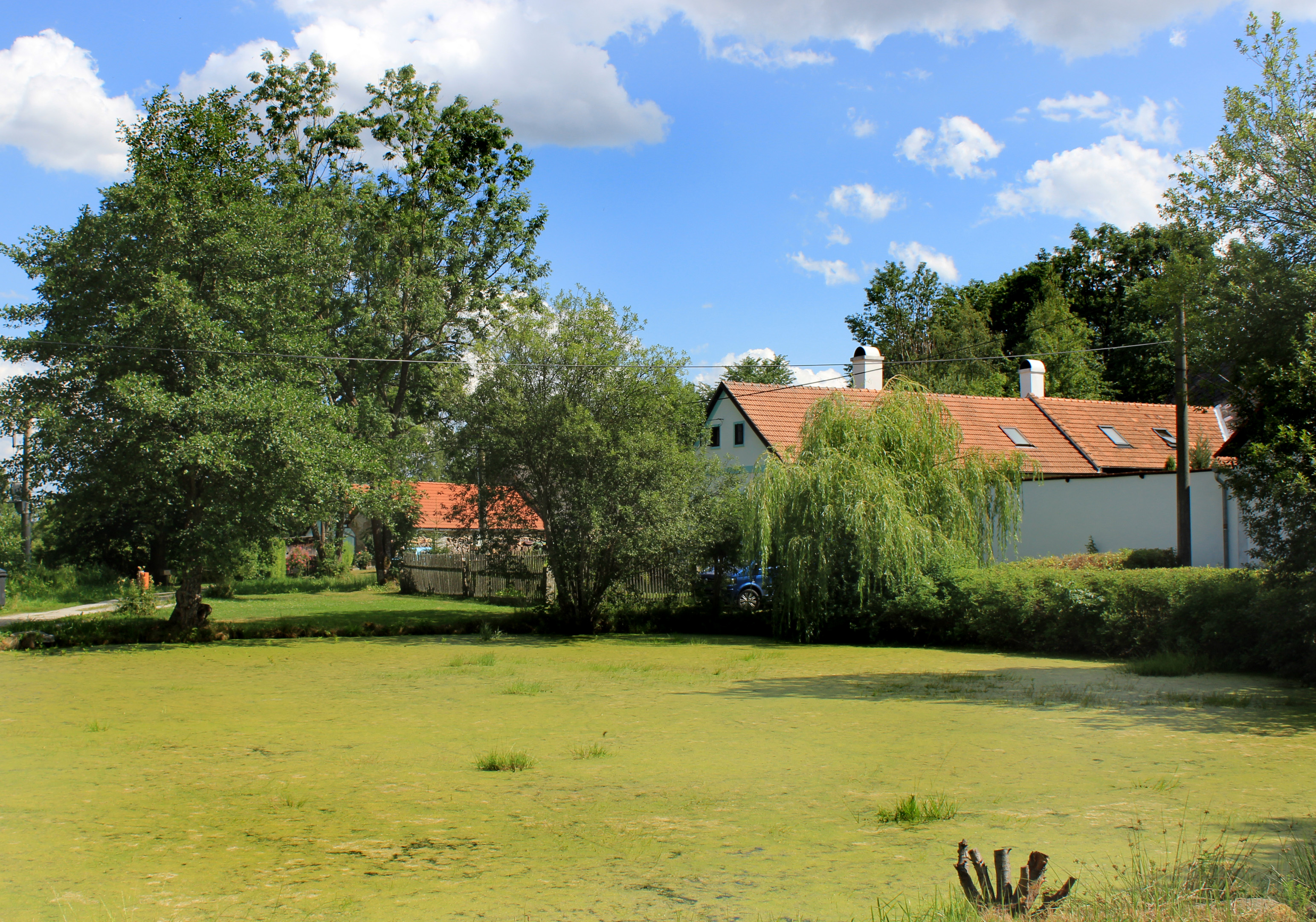
Rybník na návsi
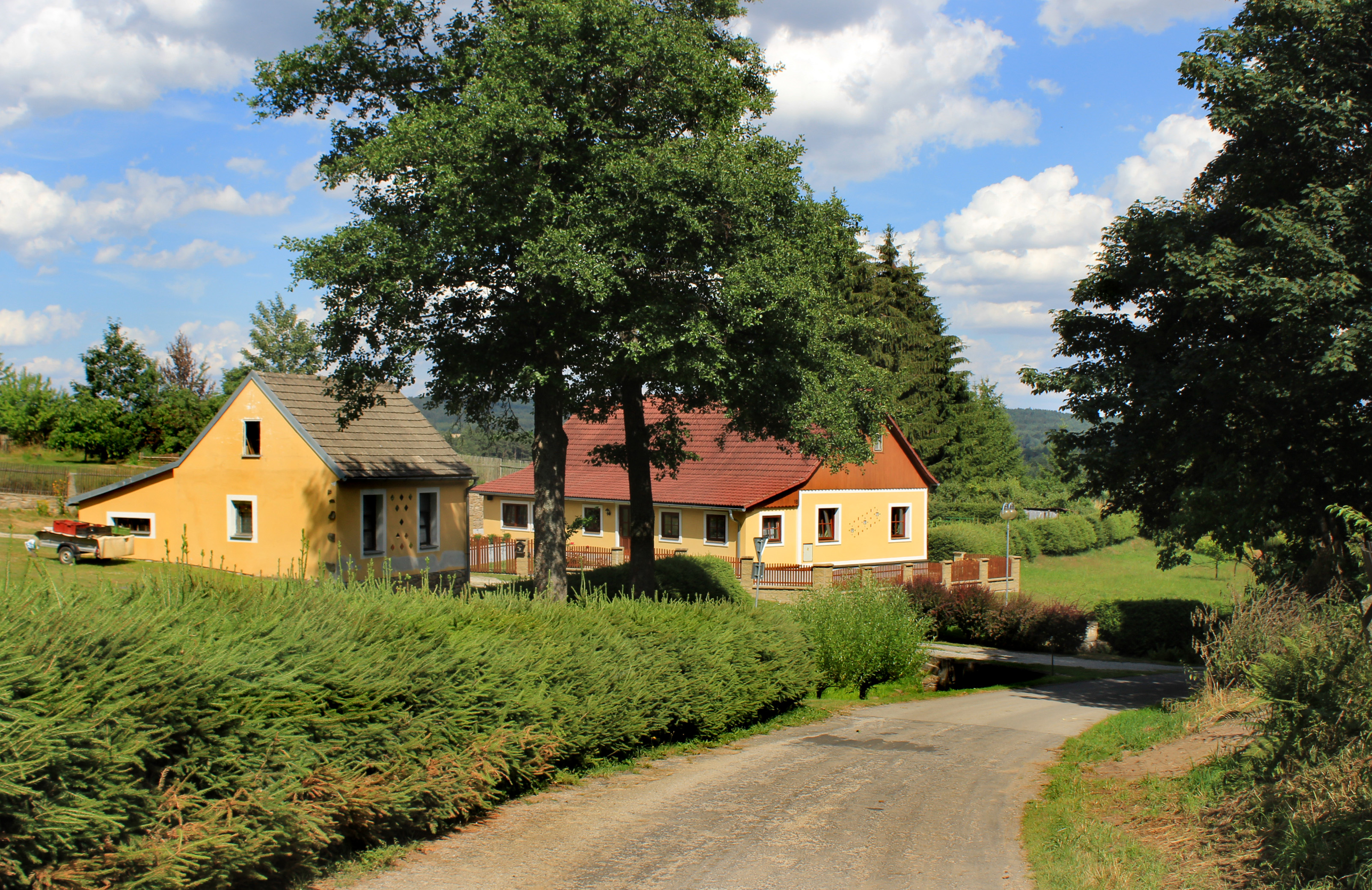
Příjezd od Návar